# Jabin
Jabin (ook geschreven als al-Jabīn) is een stad in Jemen en is de hoofdplaats van het gouvernement Raymah.